# Fiona Kidman
Fiona Kidman (n. 26 martie, 1940 în Hawera, Noua Zeelandă) este o scriitoare neozeelandeză.